# AVE

Логотип компании

AVE (сокращение от исп. Alta Velocidad Española) — торговая марка компании-оператора Испанских железных дорог Ренфе-Операдора, созданная для предоставления услуг высокоскоростного железнодорожного транспорта в стране. Название переводится буквально Высокая испанская скорость, аббревиатура одновременно обыгрывает слово Аве исп. Ave — Птица, которая изображена на логотипе компании. Перевозки осуществляются по специально построенным линиям стандартной европейской колеи 1435 мм со скоростью до 310 км/ч, однако стандартная железнодорожная сеть испанских нескоростных перевозок использует иберийскую колею.
По официальным данным правительства Испании, протяжённость высокоскоростных линий в Испании в 2022 году составляет 3762 км (к ВСМ, согласно национальным традициям, относят все поезда со скоростью свыше 200 км/ч). По этому показателю Испания занимает первое место в Европе и второе в мире (после Китая). Однако международной стандартизации ВСМ согласно их реальной скорости соответствует не более половины длины этих магистралей. Остальные могут считаться скоростными, но не ВСМ (подобно линии Москва — Санкт-Петербург, 200—230 км/час). К общепризнанным линиям испанских ВСМ относятся Мадрид — Барселона — Перпиньян (Франция), Мадрид — Валенсия — Альбасете, Мадрид — Кордоба — Малага — Севилья, Мадрид — Вальядолид — Леон общей протяжённостью более 1500 км.

## История

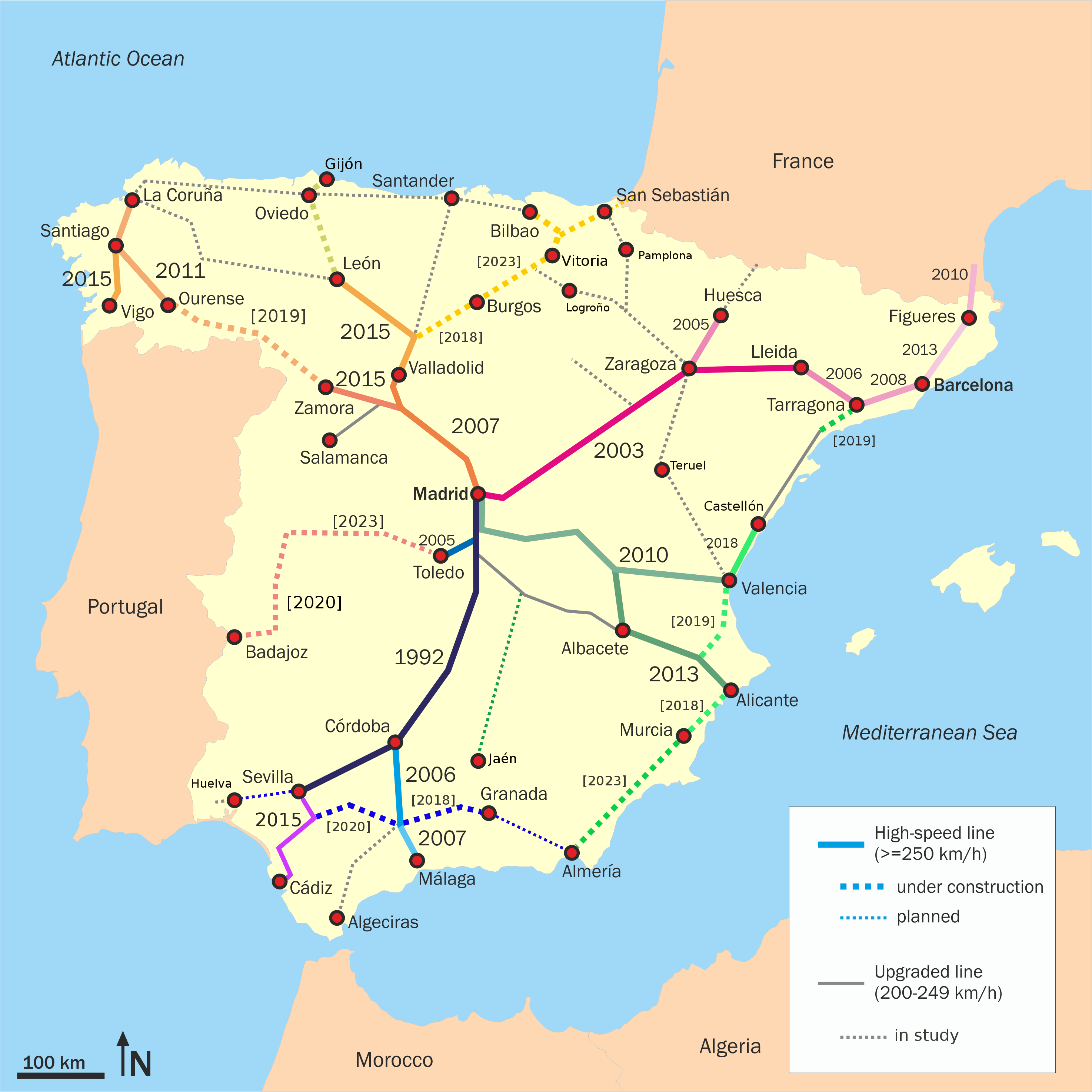
История строительства линий AVE

Схема развития сети AVE на ноябрь 2023 года

Проект новой линии, соединяющей Кастилию с Андалусией и призванной оживить застойную экономику юга Испании, получил название NAFA (исп. Nuevo Acceso Ferroviario Andalucia — Новое железнодорожное сообщение с Андалусией). Линия была открыта 14 апреля 1992 года к выставке Экспо 92, проходившей в Севилье. Семь дней спустя — 21 апреля 1992 года — началась коммерческая эксплуатация линии рейсами из Мадрида в Севилью (535 км) и обратно с остановками в Кордове, Пуэртольяно и Сьюдад-Реаль. В октябре 1992 года РЕНФЕ запустила поезда AVE Lanzadera между Мадридом, Пуэртольяно и Сьюдад-Реаль.
23 апреля 1993 года поезд AVE Серии 100 при тестовом проезде достиг рекордной скорости 356,8 км/ч, что в 1994 году позволило перейти к эксплуатации линии на скорости 300 км/ч.
В 1999 году начато проектирование выхода линии AVE на побережье Коста-дель-Соль строительством линии Кордова — Малага.
Первый участок строительства линии европейской колеи от Мадрида до французской границы Мадрид — Сарагоса — Лерида завершился в 2003 году с запуском в коммерческую эксплуатацию 11 октября 2003 дальних поездов AVE, соединяющих эти города с городами Ебес, Гвадалахара и Калатаюд. Из-за неготовности линии и техники к внедрению Европейской системы управления движением поездов в первые годы движение по линии было ограничено скоростью 200 км/ч. Эта линия является первой в Испании электрифицированной переменным током 50 Гц 25 кВ.
С декабря 2004 года для путешествий на средние расстояния по высокоскоростным линиям Испании были запущены поезда Серии 104 под маркой Avant по маршрутам Севилья — Кордоба, Мадрид — Сьюдад-Реаль — Пуэртольяно (заменив поезда AVE Shuttle). Строительство 21 км высокоскоростной линии до Толедо и открытие движения поездами Avant в ноябре 2005 года позволяет добраться от Мадрида за 30 минут.
В мае 2006 года на линии Мадрид — Сарагоса — Лерида увеличена скорость движения поездов AVE Серии 102 от 200 км/ч до 250 км/ч, благодаря запуску в эксплуатацию 1 уровня системы сигнализации и автоматического вождения поездов ЕРТМС, совместимой с системами Франции и остальной Европы. С 17 октября того же года скорость увеличена до 280 км/ч, в августе 2007 — до 300 км/ч; для достижения скорости в 350 км/ч необходима ЕРТМС 2-го уровня.
16 декабря 2006 года открыт участок Кордова — Антекера будущей линии Мадрид — Кордова — Малага, включающий станции Пуэнте-Хениль-Эррера и Антекера Санта-Ана. Это позволило сократить время в пути между Мадридом и Альхесирасом и открыть новый маршрут к Гранаде. Через два дня открыт участок Камп-де-Таррагона — Лерида линии Мадрид — Барселона к французской границе.
22 декабря 2007 года открыта линия Мадрид — Сеговия — Вальядолид, а на следующий день открыт оставшийся участок линии Кордова — Малага (от Антекеры до Малаги).
20 февраля 2008 года состоялось открытие высокоскоростной линии между Мадридом и Барселоной — время в пути (630 км) занимает 2 часа 38 минут.
В 2011 году открыта ВСМ Мадрид — Севилья, расстояние в 535 км высокоскоростной поезд преодолевает за 2 часа 30 мин. За 6 лет эксплуатации линии, с 2011 по 2017 год, пассажиропоток на ней увеличился в 3 раза.
7 января 2013 года открылась линия Барселона — Жерона — Фигерас. Это позволило соединить сеть высокоскоростных поездов Испании с французской сетью высокоскоростных поездов TGV.

## Технические характеристики
В отличие от остальной сети испанских железных дорог с шириной колеи 1668 мм (иберийская колея), AVE построена со стандартной европейской колеёй 1435 мм, что делает возможным соединение с высокоскоростными системами за пределами Испании в будущем (например TGV во Франции). На линии от Мадрида до Севильи компания-оператор гарантирует исключительную для дальних пассажирских перевозок Испании пунктуальность — прибытие в пункт назначения с опозданием не более пяти минут, предлагая в противном случае полный возврат средств за билет (на других линиях время гарантированного прибытия может быть иным).

### Поезда

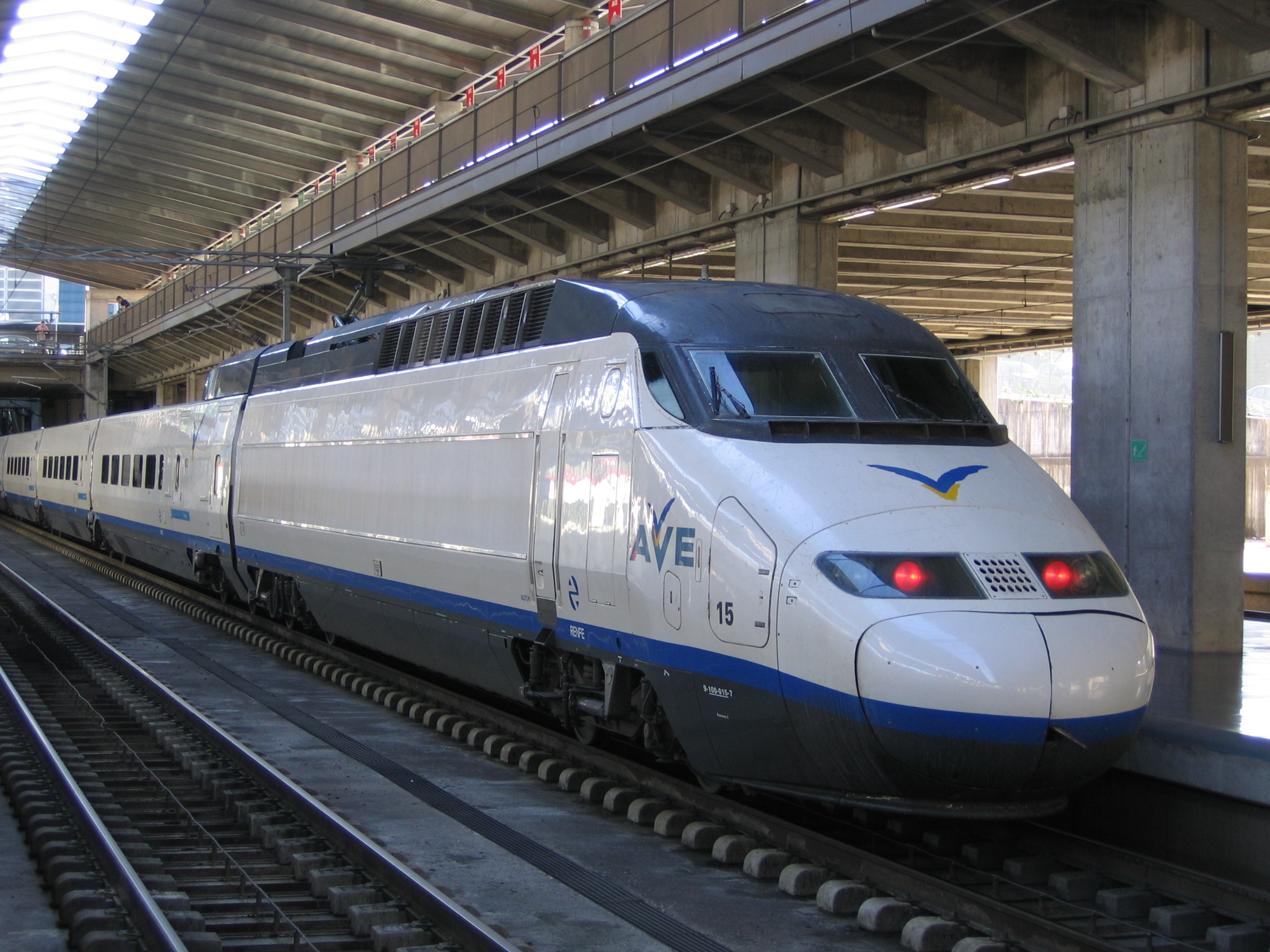
AVE Серия 100

- AVE Серия 100 — первые высокоскоростные поезда AVE французской фирмы Alstom, построенные на базе TGV Atlantique. Всего между 1992 и 1995 годами было построено 18 поездов. 2 вагона являются тяговыми, 8 не тяговыми, максимальная скорость состава 300 км/ч (рекорд 356,8 км/ч), при эксплуатации — 250 км/ч.[4]. Поезда этой серии работают почти исключительно на линии Мадрид — Севилья — Малага. Такие же поезда с тележками иберийской колеи 1668 мм называются Евромед Серия 101.

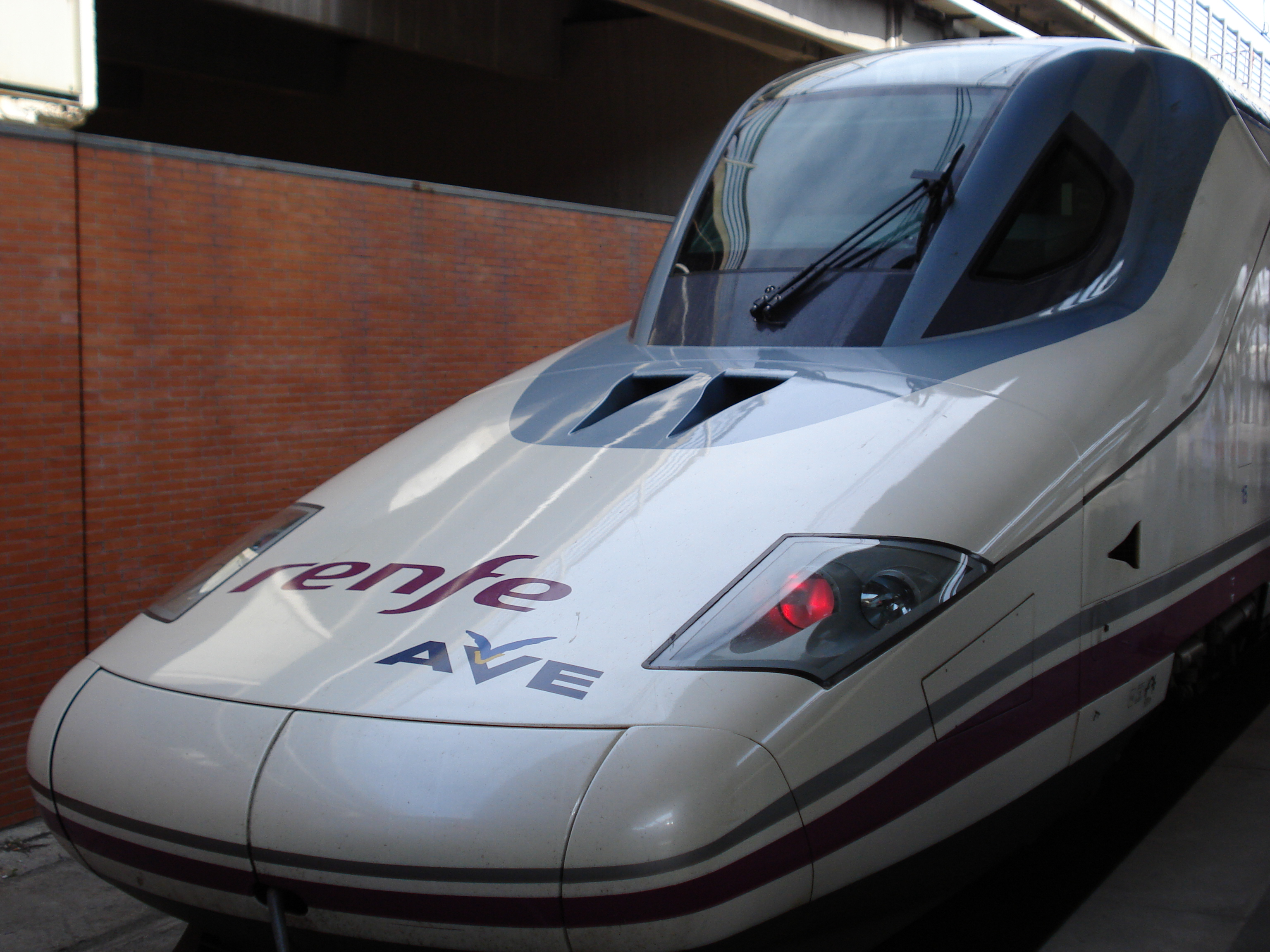
AVE Серия 102 (Тальго 350)

- AVE Серия 102 (или Тальго 350) — поезда, созданные испанской фирмой Talgo совместно с канадской Bombardier на базе стандартных поездов «Тальго» с изменением конструкции тележек для максимальной скорости 350 км/ч и европейской колеи. Предназначены в основном для обслуживания высокоскоростной линии Мадрид — Барселона, и приобретались РЕНФЕ с марта 2001 года. Максимальная заявленная скорость — 330 км/ч (рекорд — 365 км/ч[5]). К тяговому локомотиву прицепляется до 12 вагонов Тальго серии 7, из-за своего необычного аэродинамического дизайна — передняя часть локомотива напоминает клюв, поезд был прозван Пато (исп. Pato — Утка)

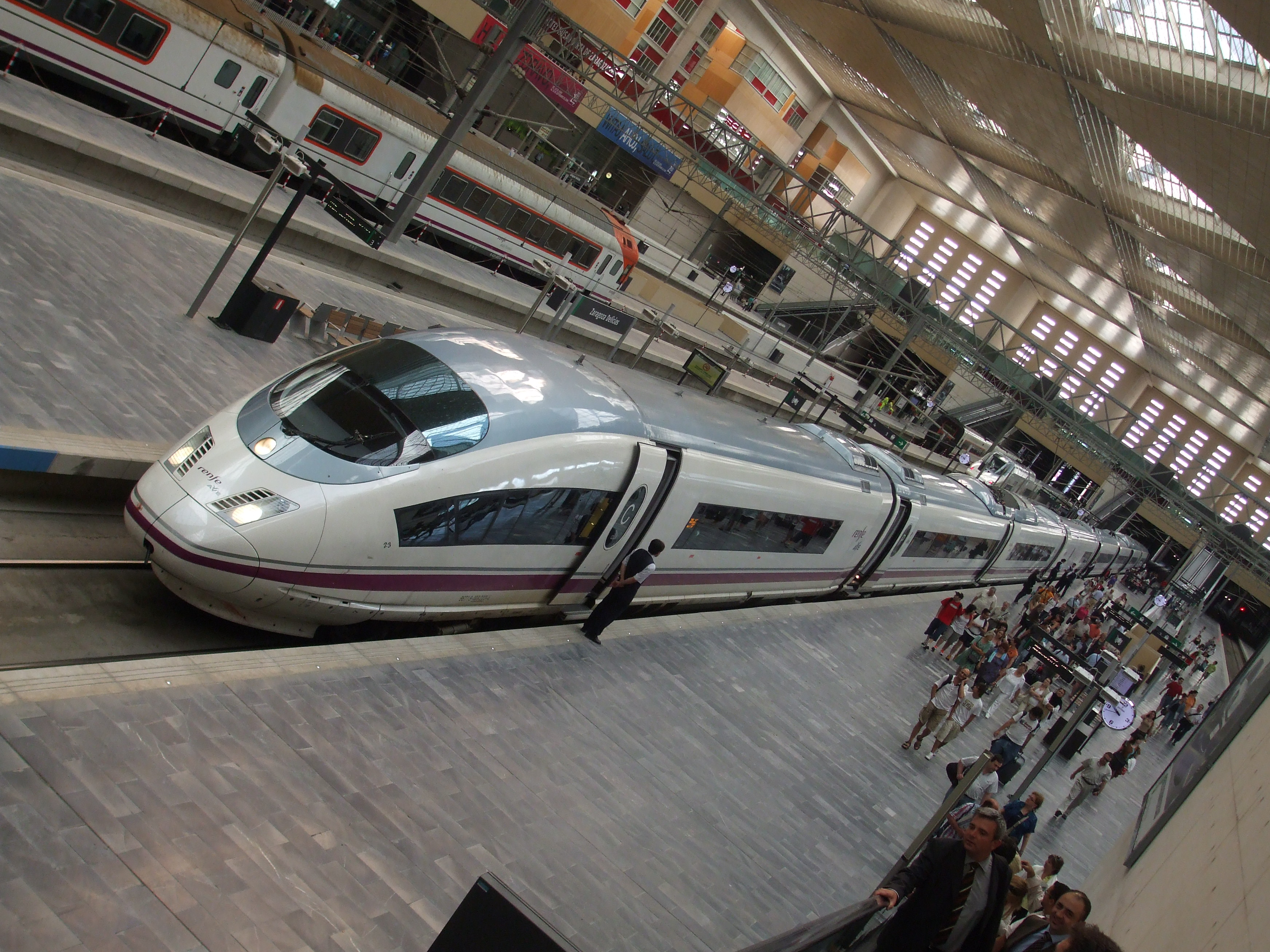
AVE Серия 103

- AVE Серия 103 — поезда немецкой фирмы Siemens из семейства Velaro (на базе этого семейства изготавливаются и российские электропоезда ЭВС «Сапсан»), были заказаны РЕНФЕ в 2001 году. Из-за сложностей с поставщиками исполнителю пришлось изготавливать недостающие компоненты самостоятельно, что привело к значительным задержкам контракта (которые обошлись компании Siemens в 21 миллион евро), но позволило использовать платформу поезда в своих дальнейших разработках (подробнее Siemens Velaro). Заказ на 16 поездов был выполнен в 2005 году, тогда же компания РЕНФЕ заказала ещё 10 поездов этой серии. 4 из восьми вагонов оборудованы тяговыми тележками, распределёнными по составу, в отличие от серий 100 и 102, где необходимы локомотивы с каждой стороны поезда. Установленная максимальная скорость — 350 км/ч (рекорд — 404 км/ч[5]). Вместимость поезда — 404 человека.

### Линии

Построенные и проектируемые высокоскоростные линии AVE

- Линия Мадрид (вокзал Пуэрта-де-Аточа) — Севилья (Санта-Хуста) через Кордова-Центральный;
- Линия Мадрид (вокзал Пуэрта-де-Аточа) — Малага Мария Самбрано через Кордова-Центральный;
- Линия Мадрид (вокзал Пуэрта-де-Аточа) — Толедо;
- Линия Мадрид (вокзал Пуэрта-де-Аточа) — Уэска через Сарагоса-Делисиас;
- Линия Мадрид (вокзал Пуэрта-де-Аточа) — Барселона-Сантс через Сарагоса-Делисиас;
- Линия Мадрид (вокзал Чамартин) — Вальядолид (Кампо-Гранде);
- Линия Мадрид (вокзал Пуэрта-де-Аточа) — Валенсия;
- Линия Мадрид (вокзал Пуэрта-де-Аточа) — Аликанте через Альбасете;
- Линия Мадрид (вокзал Пуэрта-де-Аточа) — Ориуэла (некоторые рейсы с заездом в Аликанте);
- Линия Барселона-Сантс — Фигерас через Жерона